# Protohadros byrdi
Il protoadro (Protohadros byrdi) è un dinosauro erbivoro appartenente agli iguanodonti. Visse all'inizio del Cretaceo superiore (Cenomaniano, circa 95 milioni di anni fa). I suoi resti sono stati ritrovati in Nordamerica (Texas).

## Descrizione
Conosciuto principalmente per i fossili di un cranio incompleto e parti di ossa delle zampe posteriori, questo dinosauro doveva essere un grosso erbivoro semibipede simile ai ben noti iguanodonti europei. La lunghezza doveva aggirarsi sui sei metri, e la corporatura era probabilmente piuttosto massiccia. Il cranio possedeva mascelle enormi e profonde, con il muso incurvato verso il basso. Le ossa craniche non erano mobili come nei successivi adrosauri, e sono simili a quelle di un altro ornitopode vissuto pochi milioni di anni prima, Fukuisaurus.

## Classificazione
I fossili di Protohadros furono ritrovati nel 1994 dal paleontologo dilettante Gary Byrd (a cui è dedicato il nome specifico) nella contea di Denton, in Texas, e vennero descritti quattro anni dopo da Jason Head. Inizialmente questo animale venne descritto come uno dei più antichi e primitivi adrosauri, o dinosauri a becco d'anatra (da qui il nome generico). In seguito, ulteriori analisi dei resti fossili condussero i paleontologi a ritenere che Protohadros non era un adrosauro, ma un più primitivo iguanodonte. È probabile che i più antichi adrosauri abbiano avuto origine in Asia.

## Stile di vita
Il largo becco all'ingiù del protoadro indica che probabilmente questo animale brucava una vegetazione bassa, al livello del terreno, e che difficilmente si alzava per cibarsi di cespugli o piante più alte. L'habitat di Protohadros doveva essere quello di una pianura deltizia in cui cresceva molta vegetazione.